# 7957 Antonella
7957 Antonella eller 1994 BT är en asteroid i huvudbältet som upptäcktes den 17 januari 1994 av de båda italienska astronomerna Andrea Boattini och Maura Tombelli vid Cima Ekar-observatoriet. Den är uppkallad efter den italienska amatörastronomen Antonella Bartolini.
Asteroiden har en diameter på ungefär 5 kilometer och den tillhör asteroidgruppen Gefion.